# Лицарі Готема (телесеріал)
«Лицарі Ґотема» (англ. Gotham Knights) — американський телесеріал про супергероїв, створений Джеймсом Стотером, Наталі Абрамс і Чедом Фівішем для «The CW». У центрі — члени родини Бетмена та інші другорядні персонажі коміксів DC, прем'єра якого відбулася 14 березня 2023 року.
13 червня 2023 року телесеріал було закрито після першого сезону.

## Сюжет
Після смерті Брюса Вейна його прийомний син Тернер Хейз укладає неймовірний союз із дітьми ворогів Бетмена, коли їх усіх викривають у вбивстві та намагаються очистити свої імена.

## Актори та персонажи

### Головний склад
- Оскар Морган — Тернер Хейз, прийомний син Брюса Вейна.
- Навія Робінсон — Керрі Келлі.
- Феллон Смайт — Харпер Роу.
- Тайлер Дікіара — Каллена Роу, брата Харпера.
- Олівія Роуз Кіган — Дуела Дент, дочка Джокера.
- Анна Лор — Стефані Браун, донька Клюмастера
- Рахарт Адамс — Броуді Марч, син Лінкольна Марча.
- Міша Коллінз — Гарві Дент

### Повторюванні персонажи
- Деймон Даюб — Лінкольн Марч
- Лорен Стаміл — Ребекка Марч

## Виробництво

### Розробка
У грудні 2021 року повідомлялося, що «The CW» розробляє адаптацію телесеріалу. Серіал наразі пишуть Наталі Абрамс, Джеймс Стотеро та Чед Фівеш, усі вони також є виконавчими продюсерами разом із Грегом Берланті, Сарою Шехтер і Девідом Медденом через Berlanti Productions. Дія однойменної відеогри також розгортається в Ґотемі після смерті Брюса Вейна, і в ній також виступає Суд сов як антагоністи,, але ці проекти не пов'язані. У лютому 2022 року CW замовив пілотний епізод для оцінки. У травні 2022 року CW замовив перший сезон. Прем'єра серіалу була запланована на 2023 рік.

### Кастинг
У березні 2022 року Оскар Морган, Феллон Смайт, Тайлер Дікіара, Олівія Роуз Кіган і Навіа Робінсон були обрані для пілотного фільму, а Міша Коллінз розповів, що зіграє Гарві Дента. Анна Лор також приєдналася до акторського складу, зігравши Стефані Браун. У квітні Рахарт Адамс був обраний на роль Броуді, чиї батьки були обрані на повторювані ролі Лорен Стейміл і Деймона Даюба після того, як пілот був обраний для серіалу.

### Зйомки
Зйомки пілотного епізоду почалися у квітні 2022 року на вулицях Торонто. Зйомки решти сезону почалися 13 вересня 2022 року.